# Vino di ghiaccio

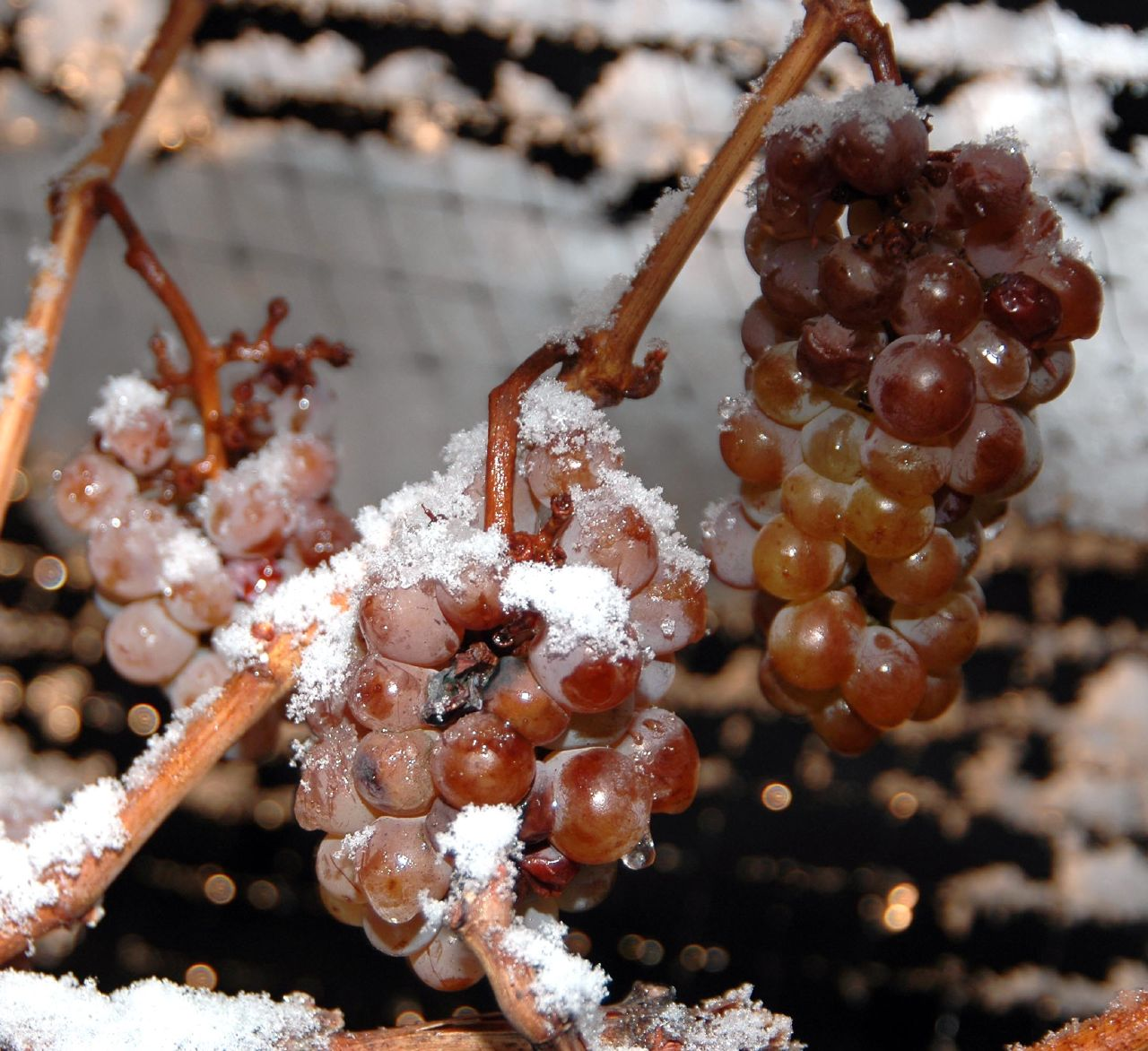
Grappoli congelati adatti per il vino di ghiaccio

Il vino di ghiaccio  (Eiswein in lingua tedesca, vin de glace in francese, ice wine o icewine in inglese), è una variante di vino ottenuto dalla fermentazione di grappoli congelati, vendemmiati tardivamente all'inizio della stagione invernale, quando la temperatura scende sotto i −7 °C (−8 °C in Canada).

## Storia
Pare che la prima produzione di Eiswein risalga al 1794 in Franconia, quando un'improvvisa gelata compromise la vendemmia: i grappoli erano praticamente inutilizzabili, ma i vignaioli decisero di raccoglierli ugualmente senza grandi aspettative. Tuttavia, ottennero un vino che sorprese per la sua qualità. Inizialmente la produzione era casuale e limitata, poiché l'uva veniva raccolta solo se si verificavano le giuste condizioni climatiche.
Il merito della diffusione dei vini di ghiaccio va a Hans Georg Ambrosi, che nel 1955 iniziò a sperimentare una specifica vinificazione; in seguito iniziò l'attività enologica, presto emulato da altri viticoltori.
Può avvenire che la temperatura non scenda sotto i -7 °C, impedendo il corretto congelamento dei grappoli; ad esempio, è avvenuto nel 2019 in Germania.

## Descrizione
In alcuni casi il congelamento delle uve può avvenire con l'uso di macchinari, nel qual caso si parla di crioestrazione, processo tuttavia vietato dai disciplinari dei principali paesi produttori (Germania, Austria e Canada).
La rapida raccolta e pressatura dei grappoli congelati rende possibile una elevata concentrazione degli zuccheri perché, mentre questi ultimi non si modificano con la bassa temperatura, l'acqua all'interno degli acini si ghiaccia. Il congelamento impedisce generalmente anche la formazione della Botrytis cinerea, la muffa nobile: ciò consente di ottenere dei vini che, a fronte di una considerevole dolcezza, presentano una spiccata acidità che riesce a bilanciarli in maniera adeguata, ciò che li distingue da altri vini dolci come Sauternes e Tokaji.
I principali produttori mondiali di vini di ghiaccio sono Germania, Austria, Repubblica Ceca, Canada (Ontario e Columbia Britannica). Tra i vitigni più utilizzati se ne possono trovare sia a bacca bianca (Riesling e Vidal) che a bacca rossa (Cabernet Franc). Esistono anche versioni spumantizzate. Recentemente anche altri paesi si sono cimentati nella produzione, tra cui l'Italia, particolarmente in Trentino-Alto Adige (dove viene chiamato eiswein) e in Valle d'Aosta (dove viene chiamato vin de glace), ma anche a Chiomonte  in Piemonte, Emilia-Romagna e Francia.